# 門古安特灣

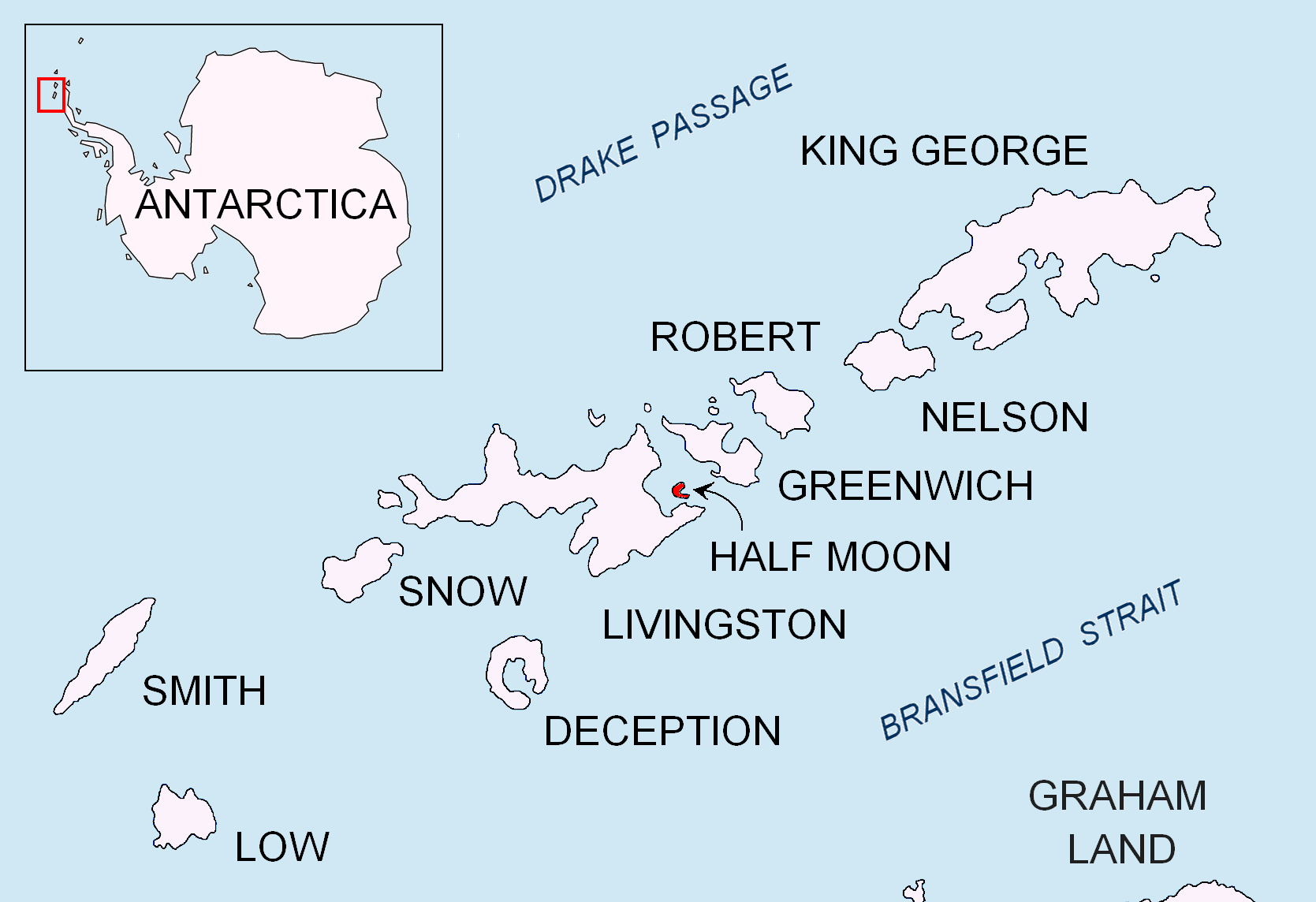

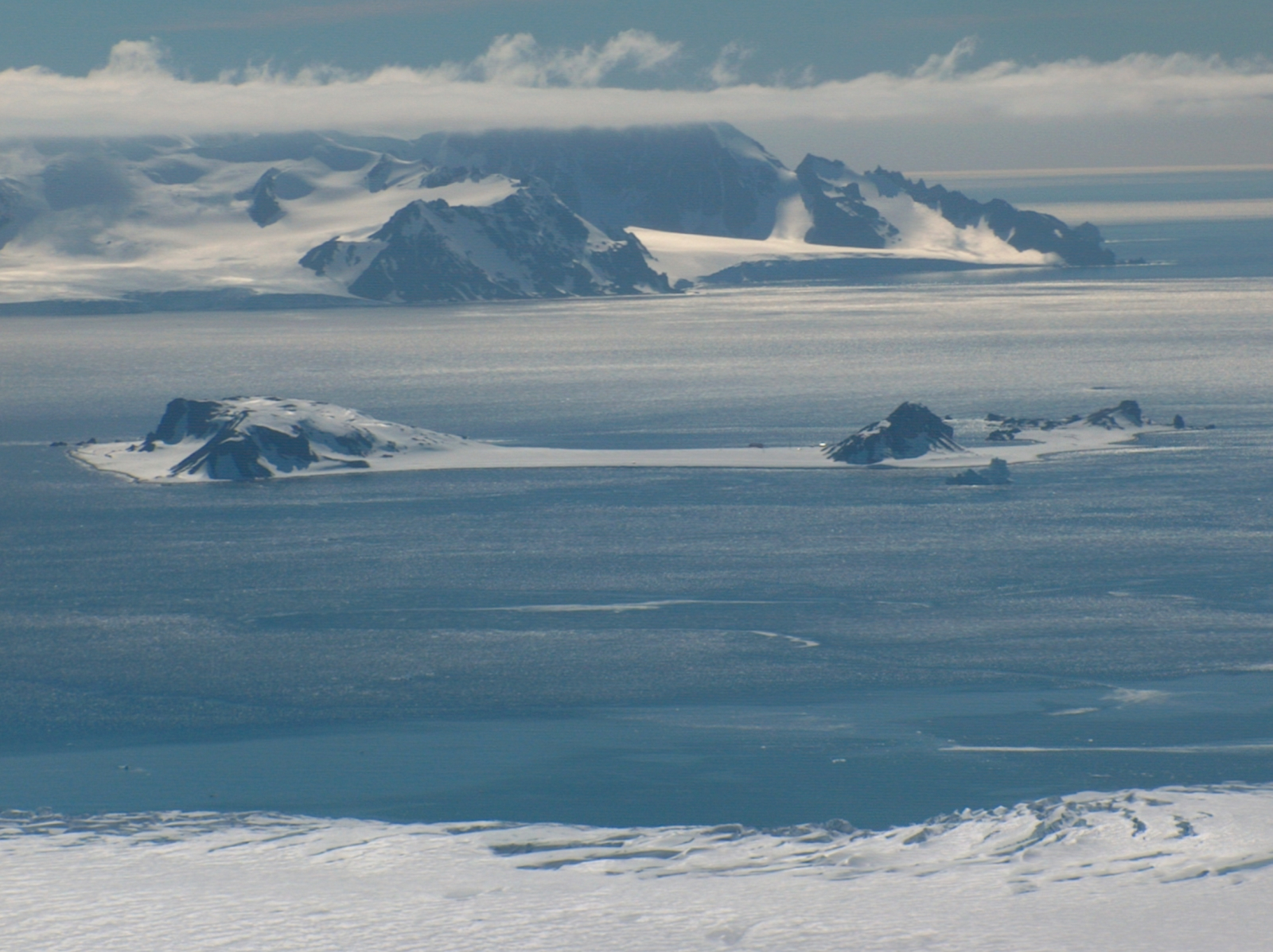

門古安特灣（Menguante Cove），是南極洲的海灣，位於南設得蘭群島的半月島東岸，處於雷納角西北面5.51公里、里拉角東北面4.7公里、愛丁堡山東南面7.89公里、特賴安格爾角西南面8.32公里和埃夫賴姆崖西南面10.25公里，長1.22公里、寬1.47公里，現時由南極條約體系管理。
62°35′28″S 59°54′20″W / 62.59111°S 59.90556°W